# Ivan Antonovics Jefremov
Ivan Antonovics Jefremov (Иван Антонович Ефремов) (Virica, 1908. április 22. – Moszkva, 1972. október 5.) Sztálin-díjas (1952) orosz sci-fi-író, filozófus, a biológiai tudományok doktora, paleontológus.
A tudományos-fantasztikus műveiben a kommunista emberiség lehetséges jövőjét mutatta be.

## Magyarul megjelent művei

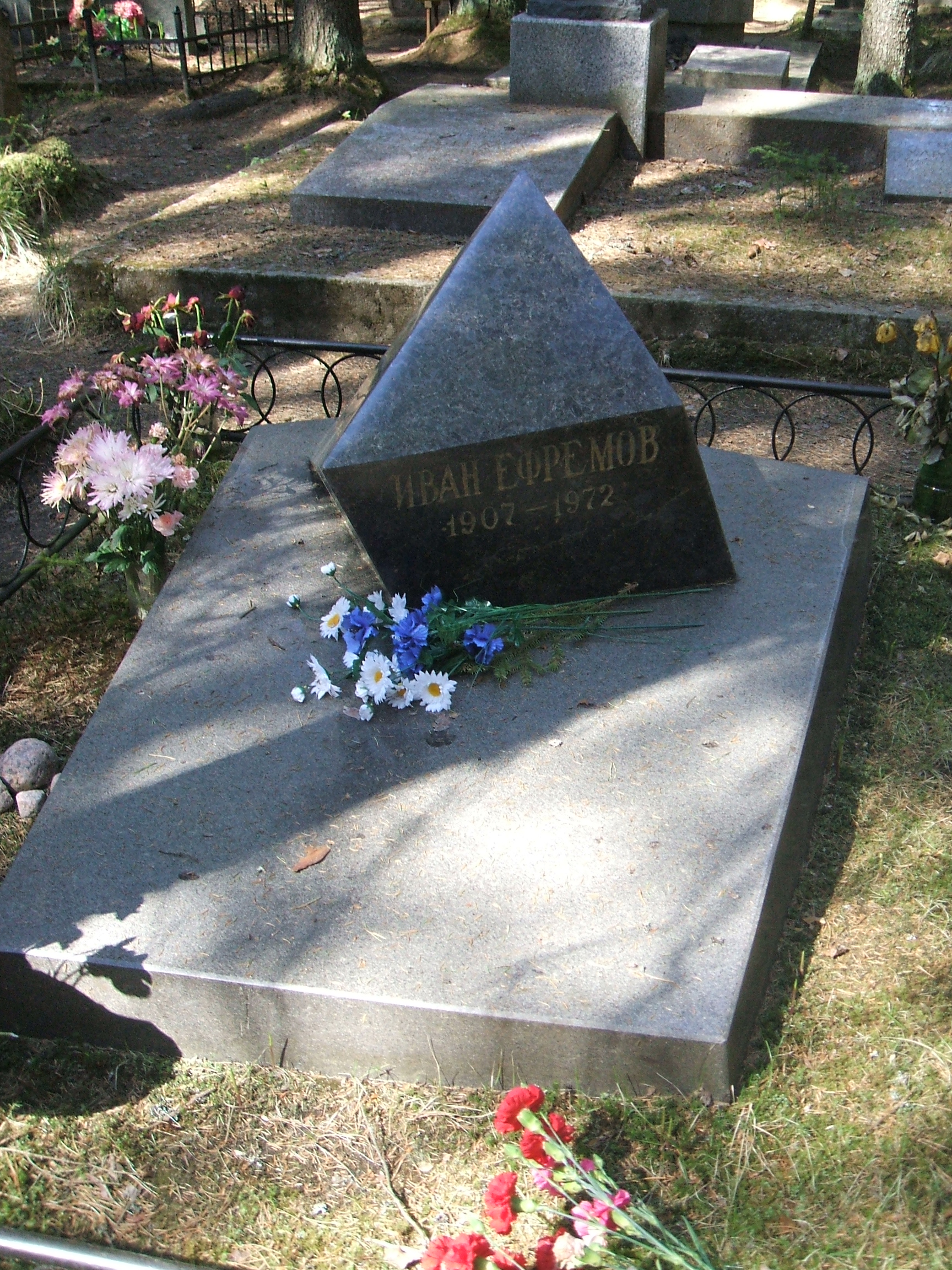
Jefremov sírja

- Szélrózsa. Elbeszélések; ford. Jánosházy György; Arlus–Cartea Rusă, Oradea, 1947
- Csillaghajók. Fantasztikus regény (Звёздные корабли, 1947); Új Magyar Könyvkiadó, Bp., 1949
- Fehér agyar (Белый Рог, 1945); ford. Dobó Ferenc; Ifjúsági, Bukarest, 1950
- A világ peremén. Ifjúsági regény (На краю земли, 1952); ford. Soós István; Csehszlovákiai Magyar Kiadó, Pozsony, 1955
- Androméda ködfolt, 1-7. (Туманность Андромеды, 1957); ford. Nánási Judit; Ştiinţă şi tehnică, Bucureşti, 1957, (Tudományos-fantasztikus elbeszélések, 51–57. füzet)
- Az Androméda-köd. Fantasztikus regény (Туманность Андромеды, 1957); ford. Gallyas Ferenc; Móra, Bp., 1960
- A borotva éle (Лезвие бритвы, 1963); ford. Sárközy Gyula; Kossuth, Bp., 1982
- A Bika órája (Час Быка, 1968); ford. Magos László, utószó Kuczka Péter; Kossuth, Bp., 1972 (Fantasztikus sorozat)
- A múlt árnyéka; ford. Kónya Lilla; Gondolat–Kárpáti, Bp.–Uzsgorod, 1982
- A Kígyó Szíve (Makai Imre fordítása) (Galaktika, 1972, 1. évfolyam, 2. szám, 73-109. oldal)
- Az Univerzum folyóiratban megjelent művei:[2]
  - A hegyi szellemek tava (1957)
  - Túl az Azúr vizeken 1-8. (Baldur utazása, 1958)
  - A Kígyó Szíve 1-5. (1967)
  - A hellaszi rejtély 1-2. (1981)

## Filmváltozat
1967-ben az Androméda-köd című művéből 77 perces film készült a Szovjetunióban.